# الکسا دمی
الکسا دمی (انگلیسی: Alexa Demie؛ زادهٔ ۱۱ دسامبر ۱۹۹۴) بازیگر، خواننده، کارگردان فیلم، و ترانه‌سرا اهل ایالات متحده آمریکا است. وی از سال ۲۰۱۴ میلادی تاکنون مشغول فعالیت بوده‌است.
از فیلم‌ها یا برنامه‌های تلویزیونی که وی در آن نقش داشته‌است می‌توان به سرخوشی (مجموعه تلویزیونی) اشاره کرد.